# Selagan Jaya
Selagan Jaya is een bestuurslaag in het regentschap Muko-Muko van de provincie Bengkulu, Indonesië. Selagan Jaya telt 1300 inwoners (volkstelling 2010).